# Sucellos
Sucellos, llatinitzat en Sucellus, és una divinitat de la mitologia celta, dels pobles gals.

## Onomàstica
El nom del déu significa «bon batedor» o «bon copejador». El teònim està compost pel prefixe gal «su-» que significa bon i de «cellos» que significa martell o copejador.
En gal, «-cellos» s'interpreta com el batedor i prové del protoindoeuropeu «-kel-do-s» d'on passa al llatí com cellere (batedor, copejador), al grec klao (trencar) i al lituà kalti (martellejar, per forjar). El prefix «su-» es tradueix com a bé o bon, i es troba en molts antropònims gals.

## Iconografia
Aquest déu només és conegut a la Gàl·lia i tots els elements relacionats amb ell (representació sobre una moneda de la tribu dels Unel·les, algunes inscripcions, estàtues de pedra i estatuetes de bronze) són de l'època galo-romana.
Apareix com un home de mitjana edat, barbut, vestit com els gals (amb una túnica i una capa per sobre de la seva espatlla) i de vegades amb botes. Sol portar un martell (que a vegades es substitueix per una falç) i estris de menjar (una olla, un barril o una àmfora de vi). A vegades va acompanyat per un gos.

## Funció
Sucellos va ser honrat pels fusters, els cervesers, els boters, els transportistes i els constructors de basses. També es considera com el déu de la cervesa.
- Un déu de la vida i de la mort: Com el déu Dagda, Sucellos és el déu que mata i ressuscita amb el seu mall, que sosté amb la mà esquerra. Es representa dret, amb un peu sobre un barril, com símbol de la supervivència.

- Un déu dels cultius i dels ramats: Sucellos és una deïtat rural, un déu pastoral, protector dels cultius i dels ramats.[6] També és un déu repartidor d'aliments[7] i el titular de la prosperitat, simbolitzat per l'altre atribut que és l'olla a la mà dreta. És un déu de la mare natura, els boscos i de les plantacions.

## Cònjuge

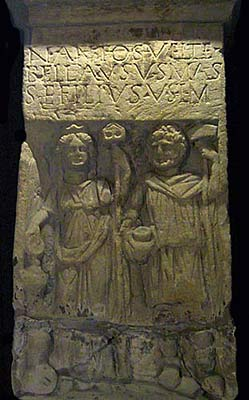
Altar de Sucellos i Nantosuelte a Sarrebourg.

La seva pàredra és Nantosuelta, que és una representació de la fertilitat. Sucellos i Nantosuelta apareixen en un altar que es va descobrir a Sarrebourg i que es pot llegir la següent inscripció:
| Deo Svcello Nantosvelte Bellavsvs Mas se Filivs V(otum).S(olvit). L(ibens).M(erito) | Bellausus, fill de Massa, va realitzar correctament el seu jurament per als déus Sucellos i Nantosuelte. |

## Localització
Sucellos és un déu gal. De fet, sembla haver estat particularment venerat a Renània i en la part oriental de la Gàl·lia, a Narbona, durant l'època galo-romana.

## Equivalències
- Sucellos és l'equivalent gal del déu irlandès Dagda, però sense ser una rèplica exacta.
- Sucellos va ser assimilat pel déu romà Silvà (Silvanus), esperit tutelar dels camps i dels boscos,[8] sobretot per la zona de Narbona.[9]
- Paul-Marie Duval va formular una hipòtesi sobre la proximitat amb el déu romà Dis Pater.[10]
- Anne Lombard-Jourdan l'analitza com la transformació del déu Cernunnos.[11]